# قيطم رأس الرجاء
قيطم رأس الرجاء (الاسم العلمي: Xenopus gilli ) (بالإنجليزية: Cape clawed frog)‏ هو نوع من البرمائيات يتبع جنس القيطم من فصيلة الضفادع العديمة اللسان.